# Колибалар
Колибалар (на гръцки: Πλαγιοχώρι, Плагиохори, Плайохори, катаревуса: Πλαγιοχώριον, Плагиохорион, до 1927 Κολυμπαλάρ, Колибалар) е село в Егейска Македония, Гърция, дем Кукуш (Килкис), административна област Централна Македония. Колибалар има население от 46 души (2001).

## География
Селото е разположено североизточно от град Кукуш (Килкис).

## История
След Междусъюзническата война селото попада в Гърция. В 1927 година името на селото е променено на Плагиохори. В 1928 година селото е изцяло бежанско с 23 семейства и 62 жители бежанци.